# Кость Кублицький
Костянтин (Кость) Кублицький (1625 — після 1694) — український військовий і політичний діяч доби Гетьманщини. Полтавський полковник (1667-1669), генеральний суддя (1683, 1685).

## Життєпис
Походив зі шляхетського роду герба Прус 3-й, що бере початок із XVI ст. Учасник Хмельниччини. У 1649 році — козак Полтавської сотні Петраша Яковенка. Історик В. Кривошея називає його одним із «фундаторів полтавського козацтва».
Брав участь у антигетьманському постанні полтавського полковника М. Пушкаря. У лютому 1658 року був у посольстві, яке Пушкар відправив до Москви, щоб сповістити царя про союз гетьмана Ів. Виговського з Кримським ханством.
У квітні 1659 року обійняв уряд полтавського сотника — як прибічник полковника К. Пушкаренка. На цій посаді пробув незмінно до 1667 року. У 1660 році також був Полтавським городовим отаманом.
Супроводжував гетьмана Ів. Брюховецького під час поїздки до Москви у вересні-грудні 1665 року. У грудні 1667 року — очолив Полтавський полк.
У лютому 1668 року брав участь у старшинській рада в Гадячі, на якій підтримав виступ проти Московії. Водночас, знищенням московської залоги у Полтаві керував не Кублицький, а наказний полковник Дем'ян Гуджол. У травні разом з Ів. Сірком в Опішні збирав війська для деблокади Котельви, яку облягав московський воєвода Гр. Ромодановський. У червні очолював Полтавський полк у битві під Хухрою. На початку липня за наказом гетьмана П. Дорошенка здійснив похід на Слобідську Україну проти харківського полковника Ф. Ріпка. Козаки Кублицького спустошили Мерефу та околиці Чугуєва. 23 липня керував невдалою обороною Опішні від московських військ, сам дивом вирвався із захопленого московитами міста.
У жовтні 1668 року деякий час підтримував гетьмана «ханської величності» П. Суховія. У лютому 1669 року отримав «прощення» від царя — грамоту з «милостивим словом». Зміщений з посади полтавського полковника у квітні 1669 року гетьманом Д. Многогрішним. Чотири роки не обіймав жодних старшинських посад.
Опала закінчилась після обрання гетьманом Ів. Самойловича. У 1673-1678 (з перервами) та у 1680-1684 роках Кублицький тримає уряд полтавського полкового судді. Двічі — у 1683 та у 1685 роках — призначався на посаду генерального судді в уряді Самойловича. Отримав гетьманський універсал на володіння третиною Соколового байраку.
За гетьманування Ів. Мазепи був полтавським полковим обозним (1688-1690) та двічі наказним полтавським полковником (1688, 1694). Історик С. Павленко називає його у числі прибічників Мазепи. У 1694 році гетьман турбувався про одного з синів К. Кублицького, що потрапив у татарський полон і був викуплений.

## Родина
Донька, невідома на ім'я, була у шлюбі з Петром Кованьком (? — 1726) — полтавським полковим суддею (1710-1716).